# Mtscheta-Mtianeti
Mtscheta-Mtianeti (Georgisch:მცხეთა-მთიანეთი, vertaald als 'Mtscheta-berggebied') is een regio (mchare) in het noordoosten van Georgië met een oppervlakte van 6785 km², waarvan 5606 km² onder Georgisch gezag staat. De resterende 1179 km² ligt in het de facto afgescheiden en door Rusland bezette Zuid-Ossetië. Het Georgisch gecontroleerde deel van Mtscheta-Mtianeti had op 1 januari 2024 ruim 92.000 inwoners. Sinds 6 mei 2025 is de gouverneur Aleksandre Zagasjvili.
De hoofdstad van de regio is Mtscheta, de oude hoofdstad van het koninkrijk Iberië in de oudheid. Mtscheta-Mtianeti heeft vijf gemeenten en omvat het gebied van de historische regio's Mtioeleti, Chevi, Chevsoeretië, Psjavi, Ertso-Tianeti. Het territorium van de gemeenten Mtscheta en Achalgori was historisch onderdeel van de regio Kartli, de romp van het koninkrijk Kartlië.

## Geografie
Mtscheta-Mtianeti ligt in het noordoosten van Georgië, recht ten noorden van hoofdstad Tbilisi. Het heeft een nominale oppervlakte van 6785 vierkante kilometer. Ongeveer 1179 km² (17%) ligt in de praktijk in het betwiste Zuid-Ossetië en staat daarmee niet onder Georgisch gezag. Dit betreft de gehele gemeente Achalgori in het westen van de regio. Mtscheta-Mtianeti grenst in het oosten aan Kacheti, in het zuiden aan Kvemo Kartli en Tbilisi en in het westen aan Sjida Kartli. Ten slotte grenst Mtscheta-Mtianeti in het noorden aan de Russische deelrepublieken Noord-Ossetië-Alanië, Ingoesjetië en Tsjetsjenië.
De regio is de bron van drie belangrijke Georgische rivieren, de Ksani, Aragvi en Iori. In het noorden van de regio ontspringen een aantal rivieren die naar Rusland stromen, waarvan de Terek de belangrijkste is. Deze ontspringt in de Troesovallei en stroomt via de Darjalkloof het land uit. In Chevsoeretië vindt de Argoen haar bron en stroomt via Sjatili de grens over. De beroemde Georgische Militaire Weg van zuid naar noord door de regio en heeft bij Stepantsminda in de Darjalkloof de enige geopende landsgrensovergang naar Rusland die onder Georgisch gezag staat. Deze weg volgt vanaf Tbilisi de Aragvi-rivier omhoog langs Pasanaoeri naar de 2379 meter hoge Dzjvaripas bij Goedaoeri, het bekendste Georgische wintersportgebied, vanwaar de historische route naar Rusland de Terek-rivier volgt.

### Mtscheta-berggebied
Mtscheta-Mtianeti betekent letterlijk Mtscheta-berggebied. Niet zonder reden, want de regio bestaat behoudens het zuidelijke deel bij Mtscheta geheel uit een aantal noord-zuid subgebergtes van de Grote Kaukasus. De bergkam van de Grote Kaukasus scheidt de gemeente Kazbegi van de rest van de provincie die aan de Europese kant van de waterscheiding ligt. Dit geldt ook voor het noordelijke deel van de gemeente Doesjeti, de historische regio Chevsoeretië. Hier liggen de hoogste bergen van de gemeente, met vele 'vierduizenders', waaronder de Sjani (4452 m). De beroemdste berg van Georgië, de 5047 meter hoge Kazbek, is de hoogste berg in de regio. Hier ligt ook het nationaal park Kazbegi
De nominale westelijke grens met Sjida Kartli wordt in Zuid-Ossetië gevormd door het Charoeligebergte. Het Lomisigebergte vormt de feitelijke oostgrens van Zuid-Ossetië. De Mtioeleti- en Goedamakarigebergtes scheiden de verschillende Aragvi riviertakken van elkaar alsmede de gelijknamige historische regio's. Het Kartligebergte scheidt vervolgens de gemeenten Doesjeti en Tianeti. Tot slot vormt het Kachetigebergte de oostelijke grens van de regio. Door al deze noord-zuid gebergtes zijn de afzonderlijke valleien in het noorden onderling in oost-west richting niet of slecht bereikbaar.

## Bestuurlijke onderverdeling
Mtscheta-Mtianeti heeft vijf gemeenten:
- Achalgori
- Doesjeti
- Kazbegi
- Mtscheta
- Tianeti

Van deze vijf gemeenten ligt Achalgori geheel in Zuid-Ossetië en daarmee feitelijk buiten Georgisch gezag. De Georgische gemeente Achalgori komt geheel overeen met het Zuid-Osseetse district, dat daar rajon Leningor heet. Hier woont het grootste deel van de resterende Georgische gemeenschap in Zuid-Ossetië, dat in dit district de etnische meerderheid vormt.
In het Georgisch gecontroleerde gebied zijn in totaal 487 bewoonde kernen:
- Twee steden: Doesjeti en Mtscheta
- Vijf daba's: Pasanaoeri, Sioni, Stepantsminda, Tianeti en Zjinvali
- 480 dorpen, waaronder Abano, Bodorna, Goedaoeri, Moetso, Natachtari, Saschori en Sjatili. De dorpen zijn ingedeeld in 51 administratieve gemeenschappen (თემი, temi).

## Demografie
Mtscheta-Mtianeti telde 92.623 inwoners op 1 januari 2024, een daling van twee procent ten opzichte van de volkstelling van 2014. Ruim de helft van de regio woont in de gemeente Mtscheta in de periferie van hoofdstad Tbilisi. De urbanisatiegraad van de regio is 25,4%. Hieronder een overzicht van de bevolkingsontwikkeling in Mtscheta-Mtianeti en de vier gemeenten onder Georgische controle (minus Achalgori).
| Doesjeti | 37.778 | 37.096 | 37.199 | 37.390 | 33.636 | - | 25.659 | 26.199 | 26.894 |
| Kazbegi | 7.976  | 7.139  | 6.662  | 6.411  | 5.261  | - | 3.795  | 3.795  | 3.757  |
| Mtscheta | 32.822 | 39.396 | 58.015 | 63.123 | 64.829 | - | 55.651 | 53.167 | 51.153 |
| Tianeti | 18.559 | 17.341 | 16.554 | 15.128 | 14.014 | - | 9.468  | 10.182 | 10.819 |
| * Uit onderzoek na volkstelling 2014 is gebleken dat volkstelling 2002 8-9 procent te hoog is uitgevallen. **Gecorrigeerde data op basis van retro-projectie 1994-2014 i.s.m. VN. |        |        |        |        |        |   |        |        |        |

### Etniciteit en religie
Volgens de volkstelling van 2014 woonden in de regio voor het overgrote merendeel Georgiërs (94,5%). De belangrijke etnische minderheid zijn de Azerbeidzjanen (2,4%), maar andere etniciteiten zijn Osseten (1,4%), Assyriërs (0,7%), Armeniërs (0,3%) en Russisch (0,3%). Bijna alle inwoners zijn lid van de Georgisch-Orthodoxe Kerk (96,1%). Andere geloofsovertuigingen zijn de islam (2,4%) en Jehova's getuigen (0,5%).

## Bezienswaardigheden
De regio heeft een aantal van de bekendste cultuurhistorische bezienswaardigheden van het land:
- Drievuldigheidskerk van Gergeti bij Stepantsminda
- Dzjvariklooster bij Mtscheta
- Svetitschoveli-kathedraal in Mtscheta